# Tourisme dans l'Oise
Les plus célèbres édifices répertoriés sont le château de Chantilly, célèbre pour son hippodrome et ses musées Condé et vivant du cheval et du poney, le palais de Compiègne, le château de Pierrefonds. Par ailleurs, la plupart des grandes villes de l'Oise sont visitées avant tout pour l'attrait de leurs vieux quartiers, comme Compiègne et Senlis.
L'Oise est aussi un département très rural et forestier bénéficiant du tourisme vert de par sa proximité avec la région parisienne.
Au niveau des équipements assez lourds et les plus récents, l'Oise possède des parcs d'attractions comme le parc Astérix ou La Mer de sable ou le parc Saint-Paul ou le Parc Les Grands Félins de Saint-Léger-en-Bray, drainant un large public prioritairement familial.
Il possède aussi quelques musées et sites assez visités comme le MUDO de Beauvais, la clairière de l'Armistice en forêt de Compiègne, le potager des Princes de Chantilly , le musée de la Nacre et de la Tabletterie de Méru, le parc départemental Jean-Jacques-Rousseau d'Ermenonville et la base de loisirs de Saint-Leu-d'Esserent.

## Les chiffres de fréquentation des principaux sites
En 2006, les sites touristiques du département ont accueilli 3 200 000 visiteurs. Néanmoins, ce chiffre est en recul de 8 % par rapport à 2005. Après un creux de fréquentation en 2007, ils étaient 3 600 000 en 2009, chiffre en hausse de 2,4 % par rapport à 2008. En revanche, les visites de musées ont reculé de 9 % en 2009, tendance conforme à la tendance nationale.
La pointe de fréquentation se constate en juin et août, et le creux en novembre, janvier et février. Ce point culminant est situé de mai à août pour les parcs de loisirs qui concentrent l'été l'essentiel de leur activité. Les secteurs de Chantilly, Senlis et du Valois dominent largement, totalisant 57 % du tourisme dans l'Oise en 2006, et 51 % en 2009. La moitié ouest du département n'accueille, en 2009, que 10 % du tourisme départemental.

### Fréquentation des trente premiers sites du département
| Site                                           | Commune              | chiffres 2006          | chiffres 2009 |
| ---------------------------------------------- | -------------------- | ---------------------- | ------------- |
| Parc Astérix                                   | Plailly              | 1 663 175              | 1 821 000     |
| La Mer de sable                                | Ermenonville         | 349 873                | 360 204       |
| Parc Saint-Paul                                | Saint-Paul           | n.d. (305 417 en 2005) | 325 000       |
| Château de Chantilly                           | Chantilly            | 244 634                | 275 775       |
| Musée vivant du Cheval                         | Chantilly            | 153 767                | 98 975        |
| Base de loisirs                                | Saint-Leu-d'Esserent | 104 905                | 127 588       |
| Clairière de l'Armistice                       | Compiègne            | 100 000                | 100 000       |
| Château de Pierrefonds                         | Pierrefonds          | 92 022                 | 126 862       |
| Château de Compiègne                           | Compiègne            | 70 599                 | 101 555       |
| Abbaye de Chaalis                              | Fontaine-Chaalis     | 41 751                 | 48 019        |
| Musée de la Nacre                              | Méru                 | 19 014                 | 19 894        |
| Potager des Princes                            | Chantilly            | 18 982                 | -             |
| Parc Jean-Jacques-Rousseau                     | Ermenonville         | 16 110                 | 20 756        |
| Musée départemental de l'Oise-MUDO             | Beauvais             | 14 548                 | 31 981        |
| Horloge astronomique                           | Beauvais             | 14 290                 | 15 869        |
| Musée de la Vénerie                            | Senlis               | 4 318                  | 15 196        |
| Mémorial de l'Internement et de la Déportation | Compiègne            | -                      | 13 139        |
| Musée municipal                                | Gerberoy             | 14 166                 | 11 000        |
| Conservatoire de la Vie agricole               | Hétomesnil           | 13 818                 | 12 177        |
| Musée Antoine Vivenel                          | Compiègne            | 10 391                 | 11 696        |
| Pavillon de Manse                              | Chantilly            | -                      | 10 869        |
| Musée d'Art et d'Archéologie                   | Senlis               | 7 558                  | -             |
| Cité des bateliers                             | Longueil-Annel       | 6 115                  | 9 259         |
| Moulin-Musée de la Brosserie                   | Saint-Félix          | 9 623                  | -             |
| Musée Calvin                                   | Noyon                | 3 465                  | 8 043         |
| Musée Gallé-Juillet                            | Creil                | 6 161                  | 7 913         |
| Musée de la Figurine historique                | Compiègne            | 9 631                  | 7 462         |
| Musée des Spahis                               | Senlis               | 1 626                  | 6 789         |
| Musée du Valois et de l'Archerie               | Crépy-en-Valois      | 6 890                  | 5 889         |
| Abbaye royale du Montcel                       | Pontpoint            | 2 609                  | 3 975         |
| Manufacture de Tapisseries                     | Beauvais             | 3 600                  | -             |
| Musée du Noyonnais                             | Noyon                | 3 459                  | 3 469         |
| Galerie nationale de la Tapisserie             | Beauvais             | 3 355                  | -             |
| Musée Serge-Ramond                             | Verneuil-en-Halatte  | 2 259                  | 2 629         |
| Musée de l'Hôtel de Vermandois                 | Senlis               | 2 008                  | -             |
| Musée de la Poterie                            | Lachapelle-aux-Pots  | 1 939                  | n.d.          |
| Musée de l'Aviation                            | Warluis              | n.d.                   | 1 681         |

n.d. : données non-disponibles